# A-League Men
A-League Men, tidigare A-League, av sponsorskäl Isuzu Ute A-League Men, är Australiens och Nya Zeelands gemensamma proffsliga i fotboll. Den bildades 2004 och första säsongen var 2005/2006. Den ersatte då den år 2004 nerlagda ligan National Soccer League som hade spelats sedan 1977. Ligan var sedan dess start känd som Hyundai A-League på grund av sponsorskäl.
Säsongen 2020/2021 är tolv lag med i ligan, varav elva från Australien och ett från Nya Zeeland. Eftersom ligan är en proffsliga, liknande de amerikanska proffsligorna, åker inga lag ur ligan.
De sex bästa lagen möts i ett slutspel med kvartsfinal, semifinal och final, där ettan och tvåan i grundserien kvalificerar sig för semifinal medan de övriga fyra lagen kvalificerar sig för kvartsfinal. Samtliga slutspelsmatcher spelas sedan säsongen 2012/2013 över en match.

## Deltagande klubbar

### Säsongen 2020/2021
| Lag                      | Delstat           | Ort        | Första säsongen | Premiers | Mästare |
| ------------------------ | ----------------- | ---------- | --------------- | -------- | ------- |
| Adelaide United          | South Australia   | Adelaide   | 2005/2006       | 2        | 1       |
| Brisbane Roar            | Queensland        | Brisbane   | 2005/2006       | 2        | 3       |
| Central Coast Mariners   | New South Wales   | Gosford    | 2005/2006       | 2        | 1       |
| Macarthur                | New South Wales   | Macarthur  | 2020/2021       | 0        | 0       |
| Melbourne City           | Victoria          | Melbourne  | 2010/2011       | 0        | 0       |
| Melbourne Victory        | Victoria          | Melbourne  | 2005/2006       | 3        | 4       |
| Newcastle United Jets    | New South Wales   | Newcastle  | 2005/2006       | 0        | 1       |
| Perth Glory              | Western Australia | Perth      | 2005/2006       | 1        | 0       |
| Sydney                   | New South Wales   | Sydney     | 2005/2006       | 4        | 5       |
| Wellington Phoenix       | i.u.              | Wellington | 2007/2008       | 0        | 0       |
| Western Sydney Wanderers | New South Wales   | Sydney     | 2012/2013       | 1        | 0       |
| Western United           | Victoria          | Wyndham    | 2019/2020       | 0        | 0       |

### Tidigare klubbar
| Lag                   | Delstat    | Ort        | Första säsongen | Sista säsongen |
| --------------------- | ---------- | ---------- | --------------- | -------------- |
| Gold Coast United     | Queensland | Gold Coast | 2009/2010       | 2011/2012      |
| New Zealand Knights   | i.u.       | Auckland   | 2005/2006       | 2006/2007      |
| North Queensland Fury | Queensland | Townsville | 2009/2010       | 2010/2011      |

## Statistik

### Segrare genom åren
| Säsong    | Lag | Segrare                  | Segrare                |                      |
| Säsong    | Lag | Grundserien (Premiers)   | Slutspelet (Mästare)   | Slutspelet (Mästare) |
| --------- | --- | ------------------------ | ---------------------- | -------------------- |
| 2005/2006 | 8   | Adelaide United          | Sydney                 |                      |
| 2006/2007 | 8   | Melbourne Victory        | Melbourne Victory      |                      |
| 2007/2008 | 8   | Central Coast Mariners   | Newcastle United Jets  |                      |
| 2008/2009 | 8   | Melbourne Victory        | Melbourne Victory      |                      |
| 2009/2010 | 10  | Sydney                   | Sydney                 |                      |
| 2010/2011 | 11  | Brisbane Roar            | Brisbane Roar          |                      |
| 2011/2012 | 10  | Central Coast Mariners   | Brisbane Roar          |                      |
| 2012/2013 | 10  | Western Sydney Wanderers | Central Coast Mariners |                      |
| 2013/2014 | 10  | Brisbane Roar            | Brisbane Roar          |                      |
| 2014/2015 | 10  | Melbourne Victory        | Melbourne Victory      |                      |
| 2015/2016 | 10  | Adelaide United          | Adelaide United        |                      |
| 2016/2017 | 10  | Sydney                   | Sydney                 |                      |
| 2017/2018 | 10  | Sydney                   | Melbourne Victory      |                      |
| 2018/2019 | 10  | Perth Glory              | Sydney                 |                      |
| 2019/2020 | 11  | Sydney                   | Sydney                 |                      |
| 2020/2021 | 12  | Melbourne City           | Melbourne City         |                      |
| 2021/2022 | 12  | Melbourne City           | Western United         |                      |
| 2022/2023 | 12  | Melbourne City           | Central Coast Mariners |                      |
| 2023/2024 | 12  | Central Coast Mariners   | Central Coast Mariners |                      |
| 2024/2025 | 13  |                          |                        |                      |

### Finaler
| 1                         | 5 mars 2006               | Sydney           | 1 – 0           | Central Coast Mariners | Aussie Stadium                                             |                                                            |
| 17:00 UTC+11 Huvudartikel | 17:00 UTC+11 Huvudartikel | Steve Corica 62′ | (0 – 0) Rapport |                        | Sydney, New South Wales Publik: 41 689 Domare: Mark Shield | Sydney, New South Wales Publik: 41 689 Domare: Mark Shield |
| 17:00 UTC+11 Huvudartikel | 17:00 UTC+11 Huvudartikel |                  |                 |                        | Sydney, New South Wales Publik: 41 689 Domare: Mark Shield | Sydney, New South Wales Publik: 41 689 Domare: Mark Shield |
| 17:00 UTC+11 Huvudartikel | 17:00 UTC+11 Huvudartikel |                  |                 |                        | Sydney, New South Wales Publik: 41 689 Domare: Mark Shield | Sydney, New South Wales Publik: 41 689 Domare: Mark Shield |

| 2                         | 18 februari 2007          | Melbourne Victory                                              | 6 – 0           | Adelaide United | Telstra Dome                                           |                                                        |
| 18:00 UTC+11 Huvudartikel | 18:00 UTC+11 Huvudartikel | Archie Thompson 20′, 29′, 39′, 56′, 72′ Kristian Sarkies 93+?′ | (3 – 0) Rapport |                 | Melbourne, Victoria Publik: 55 436 Domare: Mark Shield | Melbourne, Victoria Publik: 55 436 Domare: Mark Shield |
| 18:00 UTC+11 Huvudartikel | 18:00 UTC+11 Huvudartikel |                                                                |                 |                 | Melbourne, Victoria Publik: 55 436 Domare: Mark Shield | Melbourne, Victoria Publik: 55 436 Domare: Mark Shield |
| 18:00 UTC+11 Huvudartikel | 18:00 UTC+11 Huvudartikel |                                                                |                 |                 | Melbourne, Victoria Publik: 55 436 Domare: Mark Shield | Melbourne, Victoria Publik: 55 436 Domare: Mark Shield |

| 3                         | 24 februari 2008          | Central Coast Mariners | 0 – 1           | Newcastle United Jets | Sydney Football Stadium                                    |                                                            |
| 17:00 UTC+11 Huvudartikel | 17:00 UTC+11 Huvudartikel |                        | (0 – 0) Rapport | 64′ Mark Bridge       | Sydney, New South Wales Publik: 36 354 Domare: Mark Shield | Sydney, New South Wales Publik: 36 354 Domare: Mark Shield |
| 17:00 UTC+11 Huvudartikel | 17:00 UTC+11 Huvudartikel |                        |                 |                       | Sydney, New South Wales Publik: 36 354 Domare: Mark Shield | Sydney, New South Wales Publik: 36 354 Domare: Mark Shield |
| 17:00 UTC+11 Huvudartikel | 17:00 UTC+11 Huvudartikel |                        |                 |                       | Sydney, New South Wales Publik: 36 354 Domare: Mark Shield | Sydney, New South Wales Publik: 36 354 Domare: Mark Shield |

| 4                         | 28 februari 2009          | Melbourne Victory | 1 – 0           | Adelaide United | Telstra Dome                                              |                                                           |
| 19:30 UTC+11 Huvudartikel | 19:30 UTC+11 Huvudartikel | Tom Pondeljak 60′ | (0 – 0) Rapport |                 | Melbourne, Victoria Publik: 53 273 Domare: Matthew Breeze | Melbourne, Victoria Publik: 53 273 Domare: Matthew Breeze |
| 19:30 UTC+11 Huvudartikel | 19:30 UTC+11 Huvudartikel |                   |                 |                 | Melbourne, Victoria Publik: 53 273 Domare: Matthew Breeze | Melbourne, Victoria Publik: 53 273 Domare: Matthew Breeze |
| 19:30 UTC+11 Huvudartikel | 19:30 UTC+11 Huvudartikel |                   |                 |                 | Melbourne, Victoria Publik: 53 273 Domare: Matthew Breeze | Melbourne, Victoria Publik: 53 273 Domare: Matthew Breeze |

| 5                         | 20 mars 2010              | Melbourne Victory                                      | 0000 1 – 1 (e.fl.)         | Sydney                                                             | Etihad Stadium                                              |                                                             |
| 19:00 UTC+11 Huvudartikel | 19:00 UTC+11 Huvudartikel | Adrian Leijer 81′                                      | (0 – 0) Rapport            | 63′ Mark Bridge                                                    | Melbourne, Victoria Publik: 44 560 Domare: Strebre Delovski | Melbourne, Victoria Publik: 44 560 Domare: Strebre Delovski |
| 19:00 UTC+11 Huvudartikel | 19:00 UTC+11 Huvudartikel |                                                        |                            |                                                                    | Melbourne, Victoria Publik: 44 560 Domare: Strebre Delovski | Melbourne, Victoria Publik: 44 560 Domare: Strebre Delovski |
| 19:00 UTC+11 Huvudartikel | 19:00 UTC+11 Huvudartikel | Kevin Muscat Grant Brebner Marvin Angulo Leigh Broxham | Straffsparksläggning 2 – 4 | Simon Colosimo Shannon Cole Hayden Foxe Karol Kisel Byun Sung-Hwan | Melbourne, Victoria Publik: 44 560 Domare: Strebre Delovski | Melbourne, Victoria Publik: 44 560 Domare: Strebre Delovski |

| 6                         | 13 mars 2011              | Brisbane Roar                                                | 0000 2 – 2 (e.fl.)         | Central Coast Mariners                                   | Suncorp Stadium                                            |                                                            |
| 16:00 UTC+10 Huvudartikel | 16:00 UTC+10 Huvudartikel | Henrique Andrade Silva 117′ Erik Paartalu 120′               | (0 – 0) Rapport            | 96′ Adam Kwasnik 103′ Oliver Bozanic                     | Brisbane, Queensland Publik: 50 168 Domare: Matthew Breeze | Brisbane, Queensland Publik: 50 168 Domare: Matthew Breeze |
| 16:00 UTC+10 Huvudartikel | 16:00 UTC+10 Huvudartikel |                                                              |                            |                                                          | Brisbane, Queensland Publik: 50 168 Domare: Matthew Breeze | Brisbane, Queensland Publik: 50 168 Domare: Matthew Breeze |
| 16:00 UTC+10 Huvudartikel | 16:00 UTC+10 Huvudartikel | Ivan Franjic Erik Paartalu Matt McKay Henrique Andrade Silva | Straffsparksläggning 4 – 2 | John Hutchinson Alex Wilkinson Daniel McBreen Pedj Bojić | Brisbane, Queensland Publik: 50 168 Domare: Matthew Breeze | Brisbane, Queensland Publik: 50 168 Domare: Matthew Breeze |

| 7                         | 22 april 2012             | Brisbane Roar                    | 2 – 1           | Perth Glory             | Suncorp Stadium                                           |                                                           |
| 16:00 UTC+10 Huvudartikel | 16:00 UTC+10 Huvudartikel | Besart Berisha 84′, 90+4′ (str.) | (0 – 0) Rapport | 51′ (sjm.) Ivan Franjic | Brisbane, Queensland Publik: 50 334 Domare: Jared Gillett | Brisbane, Queensland Publik: 50 334 Domare: Jared Gillett |
| 16:00 UTC+10 Huvudartikel | 16:00 UTC+10 Huvudartikel |                                  |                 |                         | Brisbane, Queensland Publik: 50 334 Domare: Jared Gillett | Brisbane, Queensland Publik: 50 334 Domare: Jared Gillett |
| 16:00 UTC+10 Huvudartikel | 16:00 UTC+10 Huvudartikel |                                  |                 |                         | Brisbane, Queensland Publik: 50 334 Domare: Jared Gillett | Brisbane, Queensland Publik: 50 334 Domare: Jared Gillett |

| 8                         | 21 april 2013             | Western Sydney Wanderers | 0 – 2           | Central Coast Mariners                           | Allianz Stadium                                            |                                                            |
| 16:00 UTC+10 Huvudartikel | 16:00 UTC+10 Huvudartikel |                          | (0 – 1) Rapport | 44′ Patrick Zwaanswijk 68′ (str.) Daniel McBreen | Sydney, New South Wales Publik: 42 102 Domare: Peter Green | Sydney, New South Wales Publik: 42 102 Domare: Peter Green |
| 16:00 UTC+10 Huvudartikel | 16:00 UTC+10 Huvudartikel |                          |                 |                                                  | Sydney, New South Wales Publik: 42 102 Domare: Peter Green | Sydney, New South Wales Publik: 42 102 Domare: Peter Green |
| 16:00 UTC+10 Huvudartikel | 16:00 UTC+10 Huvudartikel |                          |                 |                                                  | Sydney, New South Wales Publik: 42 102 Domare: Peter Green | Sydney, New South Wales Publik: 42 102 Domare: Peter Green |

| 9                         | 4 maj 2014                | Brisbane Roar                                  | 0000 2 – 1 (e.fl.) | Western Sydney Wanderers | Suncorp Stadium                                         |                                                         |
| 16:00 UTC+10 Huvudartikel | 16:00 UTC+10 Huvudartikel | Besart Berisha 86′ Henrique Andrade Silva 108′ | (0 – 0) Rapport    | 56′ Matthew Spiranovic   | Brisbane, Queensland Publik: 51 153 Domare: Peter Green | Brisbane, Queensland Publik: 51 153 Domare: Peter Green |
| 16:00 UTC+10 Huvudartikel | 16:00 UTC+10 Huvudartikel |                                                |                    |                          | Brisbane, Queensland Publik: 51 153 Domare: Peter Green | Brisbane, Queensland Publik: 51 153 Domare: Peter Green |
| 16:00 UTC+10 Huvudartikel | 16:00 UTC+10 Huvudartikel |                                                |                    |                          | Brisbane, Queensland Publik: 51 153 Domare: Peter Green | Brisbane, Queensland Publik: 51 153 Domare: Peter Green |

| 10                        | 17 maj 2015               | Melbourne Victory                                          | 3 – 0           | Sydney | AAMI Park                                                 |                                                           |
| 16:00 UTC+10 Huvudartikel | 16:00 UTC+10 Huvudartikel | Besart Berisha 33′ Kosta Barbarouses 83′ Leigh Broxham 90′ | (1 – 0) Rapport |        | Melbourne, Victoria Publik: 29 843 Domare: Jarred Gillett | Melbourne, Victoria Publik: 29 843 Domare: Jarred Gillett |
| 16:00 UTC+10 Huvudartikel | 16:00 UTC+10 Huvudartikel |                                                            |                 |        | Melbourne, Victoria Publik: 29 843 Domare: Jarred Gillett | Melbourne, Victoria Publik: 29 843 Domare: Jarred Gillett |
| 16:00 UTC+10 Huvudartikel | 16:00 UTC+10 Huvudartikel |                                                            |                 |        | Melbourne, Victoria Publik: 29 843 Domare: Jarred Gillett | Melbourne, Victoria Publik: 29 843 Domare: Jarred Gillett |

| 11                          | 1 maj 2016                  | Adelaide United                                      | 3 – 1           | Western Sydney Wanderers | Adelaide Oval                                                   |                                                                 |
| 15:30 UTC+9:30 Huvudartikel | 15:30 UTC+9:30 Huvudartikel | Bruce Kamau 21′ Isaías Sánchez 32′ Pablo Sánchez 89′ | (2 – 0) Rapport | 58′ Scott Neville        | Adelaide, South Australia Publik: 50 119 Domare: Jarred Gillett | Adelaide, South Australia Publik: 50 119 Domare: Jarred Gillett |
| 15:30 UTC+9:30 Huvudartikel | 15:30 UTC+9:30 Huvudartikel |                                                      |                 |                          | Adelaide, South Australia Publik: 50 119 Domare: Jarred Gillett | Adelaide, South Australia Publik: 50 119 Domare: Jarred Gillett |
| 15:30 UTC+9:30 Huvudartikel | 15:30 UTC+9:30 Huvudartikel |                                                      |                 |                          | Adelaide, South Australia Publik: 50 119 Domare: Jarred Gillett | Adelaide, South Australia Publik: 50 119 Domare: Jarred Gillett |

| 12                        | 7 maj 2017                | Sydney                                                                  | 0000 1 – 1 (e.fl.)         | Melbourne Victory                                  | Allianz Stadium                                               |                                                               |
| 17:00 UTC+10 Huvudartikel | 17:00 UTC+10 Huvudartikel | Rhyan Grant 69′                                                         | (0 – 1) Rapport            | 20′ Besart Berisha                                 | Sydney, New South Wales Publik: 41 546 Domare: Jarred Gillett | Sydney, New South Wales Publik: 41 546 Domare: Jarred Gillett |
| 17:00 UTC+10 Huvudartikel | 17:00 UTC+10 Huvudartikel |                                                                         |                            |                                                    | Sydney, New South Wales Publik: 41 546 Domare: Jarred Gillett | Sydney, New South Wales Publik: 41 546 Domare: Jarred Gillett |
| 17:00 UTC+10 Huvudartikel | 17:00 UTC+10 Huvudartikel | Alex Brosque Alex Wilkinson David Carney Brandon O'Neill Miloš Ninković | Straffsparksläggning 4 – 2 | James Troisi Leigh Broxham Carl Valeri Marco Rojas | Sydney, New South Wales Publik: 41 546 Domare: Jarred Gillett | Sydney, New South Wales Publik: 41 546 Domare: Jarred Gillett |

| 13                        | 5 maj 2018                | Newcastle United Jets | 0 – 1           | Melbourne Victory    | McDonald Jones Stadium                                           |                                                                  |
| 19:50 UTC+10 Huvudartikel | 19:50 UTC+10 Huvudartikel |                       | (0 – 1) Rapport | 9′ Kosta Barbarouses | Newcastle, New South Wales Publik: 29 410 Domare: Jarred Gillett | Newcastle, New South Wales Publik: 29 410 Domare: Jarred Gillett |
| 19:50 UTC+10 Huvudartikel | 19:50 UTC+10 Huvudartikel |                       |                 |                      | Newcastle, New South Wales Publik: 29 410 Domare: Jarred Gillett | Newcastle, New South Wales Publik: 29 410 Domare: Jarred Gillett |
| 19:50 UTC+10 Huvudartikel | 19:50 UTC+10 Huvudartikel |                       |                 |                      | Newcastle, New South Wales Publik: 29 410 Domare: Jarred Gillett | Newcastle, New South Wales Publik: 29 410 Domare: Jarred Gillett |

| 14                       | 19 maj 2019              | Perth Glory                        | 0000 0 – 0 (e.fl.)         | Sydney                                                         | Perth Stadium                                               |                                                             |
| 16:45 UTC+8 Huvudartikel | 16:45 UTC+8 Huvudartikel |                                    | (0 – 0) Rapport            |                                                                | Perth, Western Australia Publik: 56 371 Domare: Shaun Evans | Perth, Western Australia Publik: 56 371 Domare: Shaun Evans |
| 16:45 UTC+8 Huvudartikel | 16:45 UTC+8 Huvudartikel |                                    |                            |                                                                | Perth, Western Australia Publik: 56 371 Domare: Shaun Evans | Perth, Western Australia Publik: 56 371 Domare: Shaun Evans |
| 16:45 UTC+8 Huvudartikel | 16:45 UTC+8 Huvudartikel | Juande Andy Keogh Brendon Santalab | Straffsparksläggning 1 – 4 | Adam le Fondre Brandon O'Neill Rhyan Grant Reza Ghoochannejhad | Perth, Western Australia Publik: 56 371 Domare: Shaun Evans | Perth, Western Australia Publik: 56 371 Domare: Shaun Evans |

| 15                        | 30 augusti 2020           | Sydney           | 0000 1 – 0 (e.fl.) | Melbourne City | Western Sydney Stadium                                    |                                                           |
| 18:30 UTC+10 Huvudartikel | 18:30 UTC+10 Huvudartikel | Rhyan Grant 100′ | (0 – 0) Rapport    |                | Sydney, New South Wales Publik: 7 051 Domare: Chris Beath | Sydney, New South Wales Publik: 7 051 Domare: Chris Beath |
| 18:30 UTC+10 Huvudartikel | 18:30 UTC+10 Huvudartikel |                  |                    |                | Sydney, New South Wales Publik: 7 051 Domare: Chris Beath | Sydney, New South Wales Publik: 7 051 Domare: Chris Beath |
| 18:30 UTC+10 Huvudartikel | 18:30 UTC+10 Huvudartikel |                  |                    |                | Sydney, New South Wales Publik: 7 051 Domare: Chris Beath | Sydney, New South Wales Publik: 7 051 Domare: Chris Beath |

| 16                        | 26 juni 2021              | Melbourne City                                                          | 3 – 1           | Sydney                | Rectangular Stadium                                    |                                                        |
| 17:05 UTC+10 Huvudartikel | 17:05 UTC+10 Huvudartikel | Nathaniel Atkinson 23′ Scott Jamieson 45+1′ (str.) Scott Galloway 90+3′ | (2 – 1) Rapport | 21′ Kosta Barbarouses | Melbourne, Victoria Publik: 14 017 Domare: Chris Beath | Melbourne, Victoria Publik: 14 017 Domare: Chris Beath |
| 17:05 UTC+10 Huvudartikel | 17:05 UTC+10 Huvudartikel |                                                                         |                 |                       | Melbourne, Victoria Publik: 14 017 Domare: Chris Beath | Melbourne, Victoria Publik: 14 017 Domare: Chris Beath |
| 17:05 UTC+10 Huvudartikel | 17:05 UTC+10 Huvudartikel |                                                                         |                 |                       | Melbourne, Victoria Publik: 14 017 Domare: Chris Beath | Melbourne, Victoria Publik: 14 017 Domare: Chris Beath |

| 17                        | 28 maj 2022               | Melbourne City | 0 – 2           | Western United                              | Melbourne Stadium                            |                                              |
| 19:45 UTC+10 Huvudartikel | 19:45 UTC+10 Huvudartikel |                | (0 – 2) Rapport | 2′ (sjm.) Nuno Reis 30′ Aleksandar Prijović | Melbourne Publik: 22 495 Domare: Chris Beath | Melbourne Publik: 22 495 Domare: Chris Beath |
| 19:45 UTC+10 Huvudartikel | 19:45 UTC+10 Huvudartikel |                |                 |                                             | Melbourne Publik: 22 495 Domare: Chris Beath | Melbourne Publik: 22 495 Domare: Chris Beath |
| 19:45 UTC+10 Huvudartikel | 19:45 UTC+10 Huvudartikel |                |                 |                                             | Melbourne Publik: 22 495 Domare: Chris Beath | Melbourne Publik: 22 495 Domare: Chris Beath |

| 18                        | 3 juni 2023               | Melbourne City            | 1 – 6           | Central Coast Mariners                                                                        | Western Sydney Stadium                    |                                           |
| 19:45 UTC+10 Huvudartikel | 19:45 UTC+10 Huvudartikel | Richard van der Venne 40′ | (1 – 2) Rapport | 20′, 65′ (str.), 73′ (str.) Jason Cummings 34′ Samuel Silvera 83′ Béni Nkololo 90+1′ Moresche | Sydney Publik: 26 523 Domare: Chris Beath | Sydney Publik: 26 523 Domare: Chris Beath |
| 19:45 UTC+10 Huvudartikel | 19:45 UTC+10 Huvudartikel |                           |                 |                                                                                               | Sydney Publik: 26 523 Domare: Chris Beath | Sydney Publik: 26 523 Domare: Chris Beath |
| 19:45 UTC+10 Huvudartikel | 19:45 UTC+10 Huvudartikel |                           |                 |                                                                                               | Sydney Publik: 26 523 Domare: Chris Beath | Sydney Publik: 26 523 Domare: Chris Beath |

| 18                        | 25 maj 2024               | Central Coast Mariners                           | 0000 3 – 1 (e.fl.) | Melbourne Victory | Central Coast Stadium                    |                                          |
| 19:45 UTC+10 Huvudartikel | 19:45 UTC+10 Huvudartikel | Ryan Edmondson 90+1′, 120+1′ Miguel Di Pizio 97′ | (0 – 0) Rapport    | 50′ Jason Geria   | Gosford Publik: 21 379 Domare: Alex King | Gosford Publik: 21 379 Domare: Alex King |
| 19:45 UTC+10 Huvudartikel | 19:45 UTC+10 Huvudartikel |                                                  |                    |                   | Gosford Publik: 21 379 Domare: Alex King | Gosford Publik: 21 379 Domare: Alex King |
| 19:45 UTC+10 Huvudartikel | 19:45 UTC+10 Huvudartikel |                                                  |                    |                   | Gosford Publik: 21 379 Domare: Alex King | Gosford Publik: 21 379 Domare: Alex King |

| 19                | 2025 |  | – |  |  |  |
| UTC+ Huvudartikel |      |  |   |  |  |  |
|                   |      |  |   |  |  |  |
|                   |      |  |   |  |  |  |

### Publiksnitt
| - 2005/2006 – 11 628 - 2006/2007 – 14 034 - 2007/2008 – 15 348 - 2008/2009 – 12 963 - 2009/2010 – 10 444 - 2010/2011 – 8 805 - 2011/2012 – 10 819 - 2012/2013 – 12 658 | - 2013/2014 – 13 479 - 2014/2015 – 13 048 - 2015/2016 – 12 706 - 2016/2017 – 12 650 - 2017/2018 – 10 926 - 2018/2019 – 10 877 - 2019/2020 – 8 617 |

### Maratontabell
Tabellen innehåller endast matcher från grundserien. Maratontabellen korrekt per säsongen 2022/2023.
| Nr | Lag (säsonger)                | S   | V   | O   | F   | GM  | IM  | MS   | P   |
| -- | ----------------------------- | --- | --- | --- | --- | --- | --- | ---- | --- |
| 1  | Sydney (18)                   | 461 | 213 | 113 | 135 | 728 | 562 | +166 | 749 |
| 2  | Central Coast Mariners (18)   | 461 | 198 | 113 | 150 | 707 | 611 | +96  | 707 |
| 3  | Melbourne Victory (18)        | 461 | 194 | 110 | 157 | 725 | 629 | +96  | 692 |
| 4  | Adelaide United (18)          | 461 | 190 | 114 | 157 | 677 | 636 | +41  | 684 |
| 5  | Brisbane Roar (18)            | 461 | 184 | 116 | 161 | 654 | 603 | +51  | 668 |
| 6  | Perth Glory (18)              | 461 | 163 | 109 | 189 | 662 | 700 | −38  | 598 |
| 7  | Newcastle United Jets (18)    | 461 | 148 | 107 | 206 | 576 | 705 | −129 | 551 |
| 8  | Wellington Phoenix (16)       | 419 | 148 | 93  | 178 | 577 | 664 | −87  | 537 |
| 9  | Melbourne City (13)           | 350 | 147 | 85  | 118 | 584 | 496 | +88  | 526 |
| 10 | Western Sydney Wanderers (11) | 293 | 104 | 82  | 107 | 416 | 412 | +4   | 394 |
| 11 | Western United (4)            | 104 | 42  | 18  | 44  | 150 | 161 | −11  | 144 |
| 12 | Gold Coast United (3)         | 84  | 29  | 24  | 31  | 109 | 109 | 0    | 111 |
| 13 | Macarthur (3)                 | 78  | 27  | 17  | 34  | 102 | 131 | −29  | 98  |
| 14 | North Queensland Fury (2)     | 57  | 12  | 15  | 30  | 58  | 106 | −48  | 51  |
| 15 | New Zealand Knights (2)       | 42  | 6   | 7   | 29  | 28  | 86  | −58  | 25  |

## Anmärkningslista
1. ↑  Sydneys poängavdrag säsongen 2006/2007 är inkluderat.
2. ↑  Brisbane Roar inkluderar "Queensland Roar".
3. ↑  Melbourne City inkluderar "Melbourne Heart".